# Les Douze d'Angleterre

Les Douze d'Angleterre (en portugais Os Doze de Inglaterra) est une légende chevaleresque portugaise, mêlée de faits historiques, relatée, dans sa version la plus célèbre, par Luís de Camões en 1572 dans son ouvrage Les Lusiades (chant VI). Elle raconte l'histoire de douze chevaliers portugais qui se rendirent en Angleterre à la demande de douze dames de compagnie anglaises pour laver leur honneur après qu'elles eurent été insultées par un groupe de chevaliers anglais.

## Légende

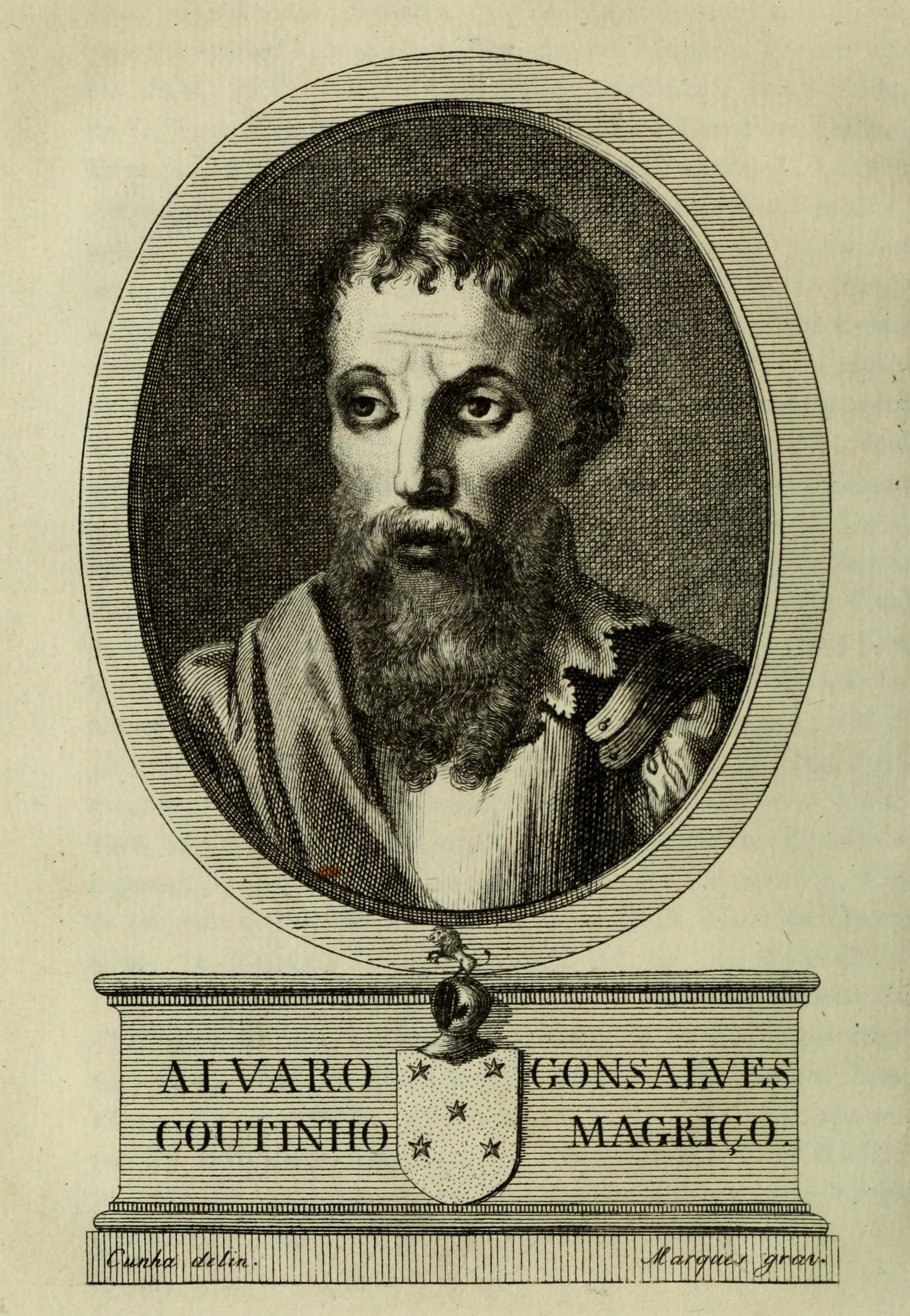
Álvaro Gonçalves Coutinho (v. 1383 - v. 1445), dit o Magriço (gravure av. 1817).

Selon la légende rapportée par Camões, dans les années 1390, douze chevaliers anglais insultèrent douze dames de compagnie de la maison de la duchesse de Lancastre. Les dames firent appel à leur maître, Jean de Gand, duc de Lancastre, lequel ne put trouver aucun champion pour défendre leur honneur. Les chevaliers auteurs de l'offense étaient craints car renommés pour leur prouesses martiales. Se rappelant ses campagnes ibériques des années 1370 et 1380 et de la bravoure des chevaliers portugais, Lancastre recommanda de chercher des champions parmi ces derniers.
Dans une autre version, celle de Pedro de Mariz, Jean de Gand écrivit, de mémoire, le nom de douze chevaliers portugais ; les dames furent tirées au sort afin de se voir attribuer un nom parmi ceux-ci, et elles furent chacune chargées d'écrire une lettre afin d'inviter l'intéressé à devenir leur champion. Jean de Gand écrivit lui-même à son gendre, Jean Ier, roi du Portugal, lui demandant d'accorder la permission aux chevaliers portugais de venir en Angleterre accomplir leur noble devoir.
Dans une autre version encore, qu'on trouve dans un poème de Teófilo Braga, Jean de Gand adressa une requête publique à Jean Ier, lui demandant que de nombreux chevaliers candidatent. Parmi eux, douze furent tirés au sort, à Sintra, par la reine Philippa de Lancastre,. L'affectation d'un chevalier à une dame en particulier aurait été effectuée par la suite ; Jean de Gand aurait présenté aux dames, de manière anonyme, la seule devise de chaque chevalier, à partir de quoi elles auraient fait leur choix, n'apprenant l'identité effective de leur champion qu'après cela. 
Les douze devaient prendre la mer à Porto, mais l'un d'entre eux, Álvaro Gonçalves Coutinho, surnommé o Magriço, dit à ses compagnons de partir sans lui, tandis qu'il ferait route par voie de terre, via l'Espagne et la France. Les onze chevaliers mirent pied à terre en Angleterre et furent reçus de bonne manière à Londres par le duc de Lancastre et les dames de compagnie. Cependant, il y avait une grande inquiétude quant à savoir si o Magriço arriverait à temps, car il voyageait lentement, prenant le temps de visiter les endroits intéressants qu'il découvrait le long de son chemin. Lorsque le jour du tournoi, qui devait se dérouler à Smithfield, un quartier de Londres, arriva, il n'y avait toujours aucune nouvelle d'o Magriço ; la dame qu'il devait défendre, nommée Ethwalda dans une version de l'histoire, était fort désemparée. Mais, au moment où devait débuter le combat, o Magriço arriva en fanfare, juste à temps pour prendre place aux côtés de ses compatriotes, soulageant la dame en détresse.
Les douze champions portugais vainquirent les offenseurs anglais, dans un combat qui fut considéré comme inhabituellement dur et brutal. L'honneur des dames avait été défendu avec succès. Mais quelques-uns des chevaliers anglais étaient morts, et les Portugais furent menacés par leurs amis qui souhaitaient les venger. Craignant d'être trahis s'ils restaient en Angleterre, les chevaliers portugais demandèrent à Jean de Gand de leur permettre de revenir rapidement au Portugal. Cependant, o Magriço, animé d'un esprit d'aventure, décida de s'attarder en Europe du nord, et entra finalement, pour un temps, au service du comte de Flandre. Álvaro Vaz de Almada se lança lui aussi dans des aventures en Europe, disputant, selon la légende, un duel avec un chevalier allemand à Bâle.

## Origines

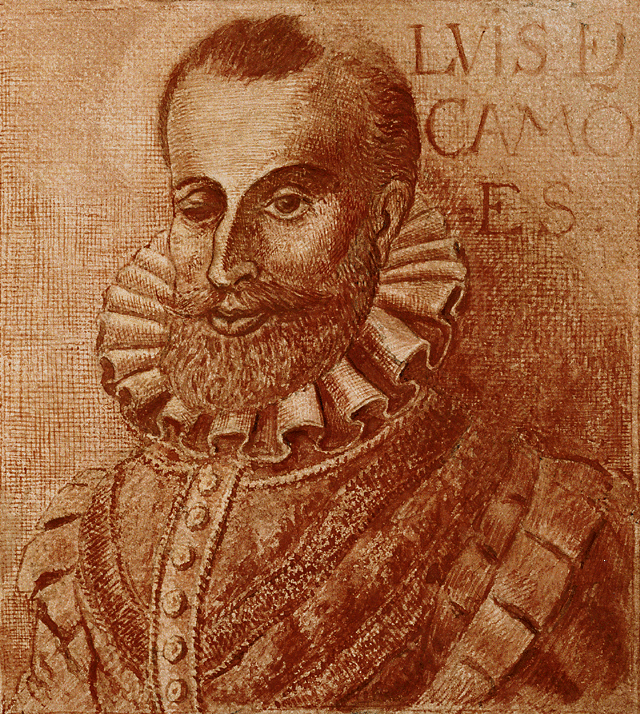
Portrait de Luís de Camões (v. 1524 - 10 juin 1580).

La légende des Douze d'Angleterre est relatée par le célèbre poète Luís de Camões dans son poème épique de 1572, Les Lusiades, au chant VI, strophes 40 à 69. La scène se situe en 1497 tandis que la flotte de Vasco de Gama navigue dans l'océan Indien. Un soldat, nommé Fernão Veloso, régale ses compagnons avec l'histoire des Douze, afin de passer le temps et de leur donner du courage.
Les historiens ont trouvé plusieurs versions de la légende antérieures au récit de Camões, notamment un manuscrit du xve siècle intitulé Cavalarias de Alguns Fidalgos Portugueses. Le Memorial das Proezas da Segunda Tavola Redonda de Jorge Ferreira de Vasconcelos, datant de 1567, qui précède donc Camões de quelques années, mentionne brièvement que treize (et non douze) chevaliers portugais se rendirent en Angleterre, « pour défendre les dames du duc de Lancastre ». Les résumés et analyses des Lusiades par Pedro de Mariz (1598) et Manuel Correia (1613), quoique publiés après Camões, semblent reposer sur des sources antérieures à ce dernier,. La légende fut reprise sous de nombreuses formes après Camões, subissant enjolivements et variations,.

### Identités
L'identité des douze personnages de la légende a fait l'objet de diverses spéculations. Un commentateur du xviie siècle, Manuel Correia, en nomme cinq (Coutinho, Almada, Agostim, Lopo Pacheco et Pedro Homem) tandis que les sept restants sont identifiés dans un écrit de 1732 dû à Védouro,,. Curieusement, ces auteurs semblent avoir oublié les Memórias para a Historia de Portugal, de José Soares da Silva, datant de 1732, qui fournit une liste complète ainsi que des détails supplémentaires sur les Douze. Par la suite, beaucoup de familles nobles portugaises prétendirent avoir des ancêtres parmi les Douze, ce qui augmenta la liste de manière démesurée ; la liste généralement acceptée est la suivante :

#### Selon Correia
- Álvaro Gonçalves Coutinho, surnommé o grão Magriço, fils du Maréchal du Portugal (un haut grade militaire) Gonçalo Vasques Coutinho et frère de Vasco Fernandes Coutinho, premier comte de Marialva.
- Álvaro Vaz de Almada, futur comte d'Avranches. Historiquement, il aurait cependant été enfant à l'époque des faits.
- João Pereira da Cunha Agostim, deuxième fils de Gil Vasques da Cunha (« haut-lieutenant » de Jean Ier), et neveu du connétable de Portugal, Nuno Álvares Pereira, surnommé Agostim pour avoir tué en duel un chevalier anglais portant ce nom[16].
- Lopo Fernandes Pacheco.
- Pedro Homem da Costa.

#### Ajoutés par Védouro et Soares da Silva
- Álvaro Mendes Cerveira.
- Rui Mendes Cerveira, frère du précédent[17].
- Soeiro da Costa, alcaide-mor de Lagos en Algarve, futur capitaine du prince Henri le Navigateur. Pourtant extrêmement jeune à l'époque des faits[18].
- Luís Gonçalves Malafaia, futur ambassadeur de Jean II du Portugal à la cour de Castille, lui aussi invraisemblablement jeune[18].
- Martim Lopes de Azevedo.
- Rui Gomes da Silva, peut-être le futur maire de Campo Maior, fils de Aires Gomes da Silva, père de sainte Beatriz da Silva.
- Álvaro de Almada, surnommé le Justador (« le Juste »). Selon da Silva, il est le neveu du comte d'Avranches[17], mais certains auteurs prétendent qu'il s'agit du comte d'Avranches lui-même[19].

On trouve aussi couramment d'autres noms :
- João Fernandes Pacheco, seigneur de Ferreira de Aves, frère de Lopo Fernandes Pacheco, ancêtre du duc d'Escalona de la cour de Castille[17], souvent remplacé dans cette liste par de Almada, le Justador[note 6].
- Vasco Annes da Costa, le premier de la famille noble des Corte-Real, fronteiro-mor de Tavira en Algarve, ancêtre des explorateurs de la lignée des Corte-Real, originaire de l'île de Terceira dans l'archipel des Açores[note 7].

Chez Teófilo Braga, les douze Anglais sont appelés Austin (tué dès l'ouverture du combat par Álvaro Vaz de Almada), Athelard, Blundell, Loveday, Argenton, Clarency, Corleville, Otenel, Turneville, Morley, Glaston et Reginald (qui combat o Magriço dans l'ultime affrontement). Les dames anglaises sont prénommées Adhelm, Egberte, Oswalda, Jorceline, Luce, Florence, Egwin, Gotslina, Gerlanda, Ailmer, Tatwine et Ethwalda (dont o Magriço est le champion). Ces noms sont de pures inventions littéraires de Braga.

## Historicité et influences
Quoique les détails de la légende soient fantaisistes, il existe quelques minces bases historiques à cet évènement. Les faits, s'ils sont avérés, ne peuvent prendre place qu'après 1387, lorsque l'alliance anglo-portugaise fut scellée par le mariage de Jean Ier du Portugal avec Philippa de Lancastre, fille de Jean de Gand, et avant la mort de ce dernier, en 1399. Pour rétrécir encore la fenêtre temporelle, les faits se situent probablement après 1389, lorsque Jean de Gand revint en Angleterre, après sa défaite lors de sa campagne ibérique, et avant la mort de sa femme, Constance de Castille, la duchesse de Lancastre, survenue en 1394. La date la plus fréquemment retenue est 1390.
La nationalité castillane de la duchesse rend cohérents certains détails de l'histoire ; ses douze dames de compagnie étaient probablement plus castillanes qu'anglaises, ce qui expliquerait la difficulté à trouver des champions anglais disposés à combattre leurs frères d'armes. Le début des années 1390 est aussi une période politique difficile pour Jean de Gand, au plus bas de sa fortune, dans une Angleterre déchirée par des tensions entre le roi Richard II et la noblesse anglaise. Son échec humiliant pourrait expliquer que des chevaliers anglais aient tenté de s'attaquer à lui et à sa famille, en particulier à la duchesse, castillane, à qui on pouvait reprocher l'aventure ibérique. Enfin, il est possible, si les faits se situent en 1389-1390, que le duc n'ait pas eu besoin d'aller chercher des chevaliers au Portugal, dans la mesure où il en aurait disposé dans son entourage, en la personne de chevaliers qui auraient servi avec lui lors de la campagne de Castille et qui l'auraient accompagné à son retour en Angleterre, par exemple en tant que gardes du corps, alors qu'il n'était pas sûr de l'accueil qu'il allait recevoir à son retour. Il est aussi possible qu'il y ait eu des chevaliers représentant son gendre portugais à l'ambassade, ce qui fait qu'il n'est pas improbable qu'il y ait eu suffisamment de chevaliers portugais sur place pour participer à une sorte de tournoi après les offenses faites à la famille de Lancastre.  
Situer les évènements au début des années 1390 élimine cependant quelques-uns des Douze identifiés, dans la mesure où ils étaient enfants, voire pas encore nés à l'époque. En tout état de cause, la liste des chevaliers est donc probablement fantaisiste et anachronique. On sait cependant que certains des chevaliers concernés se sont rendus à l'étranger à un moment donné. Ainsi, Álvaro Vaz de Almada a longtemps servi en Angleterre et a été fait chevalier de la Jarretière et comte d'Avranches en 1445 ; Soeiro da Costa a combattu en Aragon et en Italie au début du XVe siècle et était présent à la bataille d'Azincourt en 1415 ; Álvaro Gonçalves Coutinho, o Magriço, aurait combattu dans des tournois en France. La chronique française d'Enguerrand de Monstrelet relate une bataille à Saint-Ouen, en 1414, entre trois chevaliers portugais (nommés simplement D. Álvares, D. João et D. Pedro Gonçalves) et trois chevaliers gascons (François de Grignols, Archambaud de la Roque et Maurignon). Les exploits des chevaliers portugais à l’étranger auraient pu se fixer dans la mémoire populaire, au début du xve siècle, condensés sous la forme d'un unique tournoi anglais datant de 1390.[réf. souhaitée]
Une autre influence notable est celle de la légende arthurienne qui, au xvie siècle, persistait depuis le xiiie siècle au Portugal. L'histoire des Douze d'Angleterre met en scène Jean Ier, figure comparable au roi Arthur envoyant ses chevaliers de la Table ronde accomplir des exploits chevaleresques, sauvant de lointaines demoiselles en détresse, démarquage des anciens contes de la Reconquista relatant les batailles contre les Maures. Le nombre douze n'est pas non plus choisi au hasard. Camões lui-même le souligne, il correspond aux douze paladins de Charlemagne, autre grande source de la littérature chevaleresque, popularisée au XVIe siècle par Boiardo et l'Arioste : « Aux douze pairs de France je comparerai les Douze d'Angleterre avec leur chef Magriço (Camões, Les Lusiades, chant Ier, strophe 12) ».

## Postérité
Dans les années 1820, le poète romantique portugais Almeida Garrett travailla pendant plusieurs années à un vaste poème, Magriço ou Os Doze de Inglaterra, utilisant l'histoire des Douze comme support d'une vaste réflexion philosophique ; il ne fut jamais terminé car, après neuf ans de travail, Garrett abandonna son poème en 1832. En 1914, des extraits en seront publiés dans un ouvrage posthume rassemblant ses travaux. Plusieurs dizaines d'années plus tard, en 1902, Teófilo Braga réalisa sa propre version poétique, simplifiée, de l'histoire de Douze, y insufflant un ton plus nationaliste, apparemment inspiré par ses recherches sur Camões et Garrett, mais aussi, possiblement, par l'ultimatum britannique de 1890, qui avait provoqué à l'époque un fort sentiment anti-britannique au Portugal.[réf. souhaitée]
Le légende est remise au goût du jour lorsque l'équipe nationale de football du Portugal débute la coupe du monde 1966, hébergée par l'Angleterre. Menée par celui qui sera le meilleur buteur de la coupe, Eusébio, elle atteint la troisième place du tournoi. Les journaux portugais avaient affublé les joueurs du surnom d'os Magriços, en référence aux Douze d'Angleterre. Quoique la légende était déjà connue du public portugais, elle devint encore plus célèbre après cette coupe du monde.